# Курганский мясокомбинат

Товарный знак
АООТ «Курганмясопродукты» (1996—2006),
ООО «Курганский мясокомбинат» (2006—2012)

Товарный знак
ООО «Курганский мясокомбинат „Стандарт“» (2012—2015)

Курганский мясокомбинат (мясокомбинат «Стандарт») — мясоперерабатывающее предприятие в Кургане. Основная специализация — мясные консервы; выпускает более 65 видов мясной и мясорастительной консервации, 23 вида мясных полуфабрикатов, около 102 видов колбасных изделий и мясных деликатесов. Объём производства — около 45 тонн консервации и 10 тонн колбасных изделий в сутки.
Основан в 1907 году на базе экспортной свинобойни датской фирмы «Брюль и Тегерсон», колбасно-беконного производства английской фирмы «Юнион» и колбасного завода Сорокина и братьев Шелягиных. Первые три года комбинат выпускал консервы, несколько сортов колбас и другое. Весной 1917 года на заводе Брюля и Тегерсона создана профсоюзная организация, руководителем которой был избран большевик Иванов.
В 1918 году заводы были национализированы. 26 ноября 1919 года создана партийная организация завода. В 1920 году завод посетил Калинин. В 1921 году Курганский консервный завод перешёл в ведение управления «Главконсерв», главной целью стало обеспечение консервами армии и флота. В 1926 году на заводе появилось жестяночное отделение. С 1928 по 1933 годы консервный завод подвергся реконструкции и превратился в крупнейший мясокомбинат союзного значения. 6 ноября 1930 года началась выработка беконной свинины, на экспорт. Бекон отправлялся в Англию. В 1932—1933 годах Курганский мясокомбинат по некоторым показателям превосходил все мясокомбинаты страны. В 1933 году организована химико-бактериологическая лаборатория.
Во время Великой Отечественной войны стал крупным поставщиком продуктов питания для Советской армии. На мясокомбинате собрали 200 тыс. руб. на самолёт «Работник курганского мясокомбината».
В 1948 году при мясокомбинате было организовано фабрично-заводское училище, в дальнейшем ГПТУ-7. В 1952 году был подчинён Шадринский мясокомбинат, а в 1956 году Шадринский птицекомбинат, Курганский птицекомбинат, Шумихинский птицекомбинат и Петуховский птицекомбинат. Продукция с маркой Курганского мясоконсервного завода была известной в странах: Куба, Польша, Ангола, Никарагуа, Монголия, Вьетнам, ГДР, Венгрия, Египет, Чехословакия, Югославия, Нидерланды, Корея. 29 сентября 1975 года коллектив выработал 204 тысячи банок консервов — рекорд за всё время существования предприятия. На предприятии имеется свой жестяно-баночный цех, для производства банки для консервации.
После перестройки мясокомбинат пережил экономический кризис: менялись собственники, а с ними и номенклатура выпускаемой продукции. В конце концов дело дошло до банкротства и распродажи пустующих площадей. К 2005 году осталось 140 работников, которые были загружены неполную неделю. Конвейер нередко простаивал. Зарплату частично выдавали тушёнкой, которую предприятие не могло реализовать
В апреле 2005 года основные активы общества с ограниченной ответственностью «Курганский мясокомбинат» были приобретены компанией «Уралагрогрупп». С июня 2005 года по май 2006 года объёмы производства увеличились в три раза.
С 2006 года котельная предприятия перешла с мазутного топлива на газ и в четыре раза снизила выбросы в атмосферу, образующиеся при производстве жестяных банок. После внесения изменений в технологию окраски банок выбросы по толуолу снизились до нормативных показателей. С 2009 года на комбинате ведётся работа по созданию санитарно-защитной зоны; в 2013 году усовершенствована вентиляционная система.
Мясокомбинат построил собственный свиноводческий комплекс на 3400 свиноматок (около 60 тыс. голов единовременного содержания). Для формирования кормовой базы обрабатывается порядка 20 тысяч га земли в Каргапольском и некоторых других районах Курганской области.